# Escrebieux
Pour les articles homonymes, voir Escrebieux (homonymie).
L'Escrebieux est une petite rivière française de la région Hauts-de-France et un affluent de la Scarpe, donc un sous-affluent de l'Escaut.

## Géographie
La longueur de son cours d'eau est de 11,7 km.
L'Escrebieux prend sa source à Izel-lès-Équerchin, traverse Quiéry-la-Motte, Esquerchin, Cuincy, Lauwin-Planque, puis les marais de Flers-en-Escrebieux pour se jeter dans la Scarpe. Sur une partie de son cours elle a été fortement polluée (dystrophisation et pollution par pesticides et métaux) dans les années 1950 à 1990, utilisée comme égout à ciel ouvert. Depuis elle a fait l'objet de plusieurs expérimentations en matière de réhabilitation, avec l'aide de la FREDON et de l'Agence de l'eau notamment, pour diminuer l'utilisation de pesticides et d'engrais dans le bassin versant.
L'Escrebieux donne son nom à deux parcs éoliens : celui de la Plaine d'Escrebieux et celui de l'Escrebieux.

## Eaux souterraines
- en 2006 19 millions de m3 d'eaux souterraines sont prélevées dans la vallée de l'Escrebieux et notamment par des puits de forage sur le territoire d'Esquerchin.
- Ces forages sont propriétés de la ville de Douai et alimente en eau près de 500 000 habitants.

## Domaine de la Chaumière
- pour sauvegarder la qualité de ces eaux souterraines la ville de Douai a acquis la ferme "La Chaumière" de 70 hectares situés sur les  communes d'Esquerchin et de Cuincy.
- 50 hectares ont été boisés 15 015 arbres ; 54215 arbustes ;23 040 plants de haies et une clôture de 4 535 mètres ceint le périmètre
- un sentier pédestre ceinture le domaine de la Chaumière.

## Crues
- en 1980 puis en 1987  et en 1994 l'Escrebieux a largement envahi les terres aux alentours.
- 1996  un étanchement sur 2,1 km de lit est réalisé avec de la bentonite qui est une argile absorbante dont le nom vient  des États-Unis pour un coût de 412 000 €

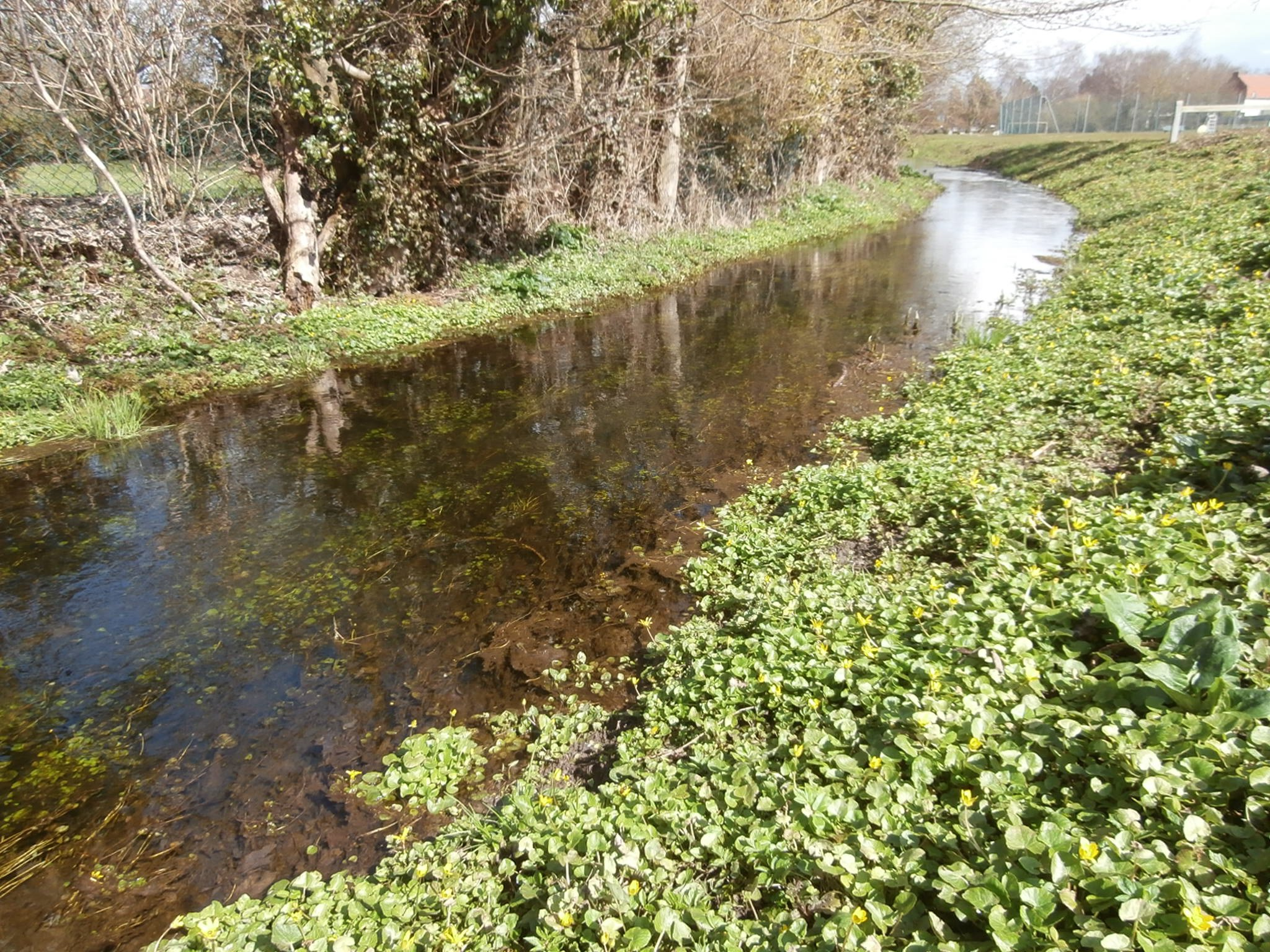
L'Escrebieux le 9 avril 2013 à Esquerchin
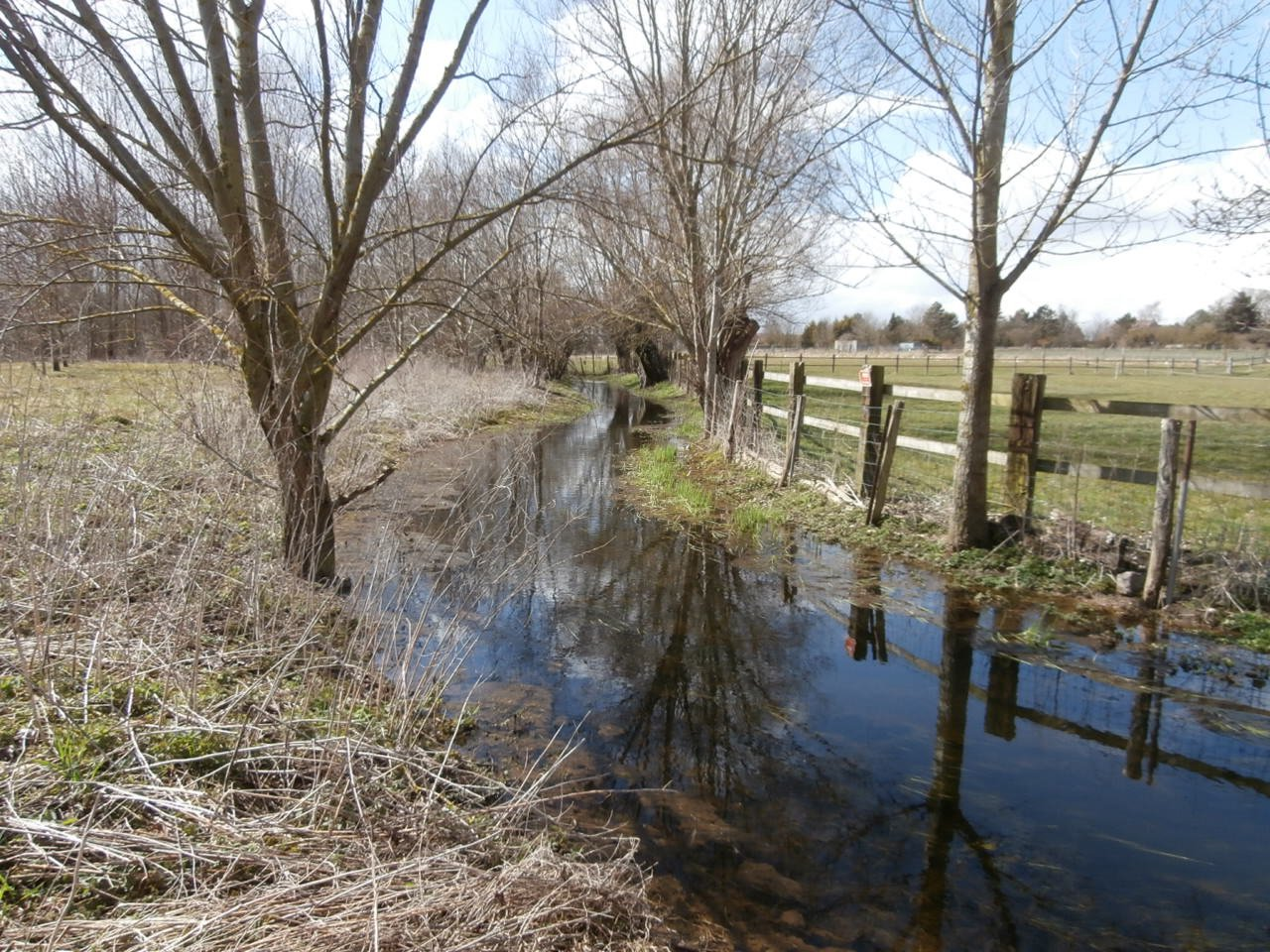
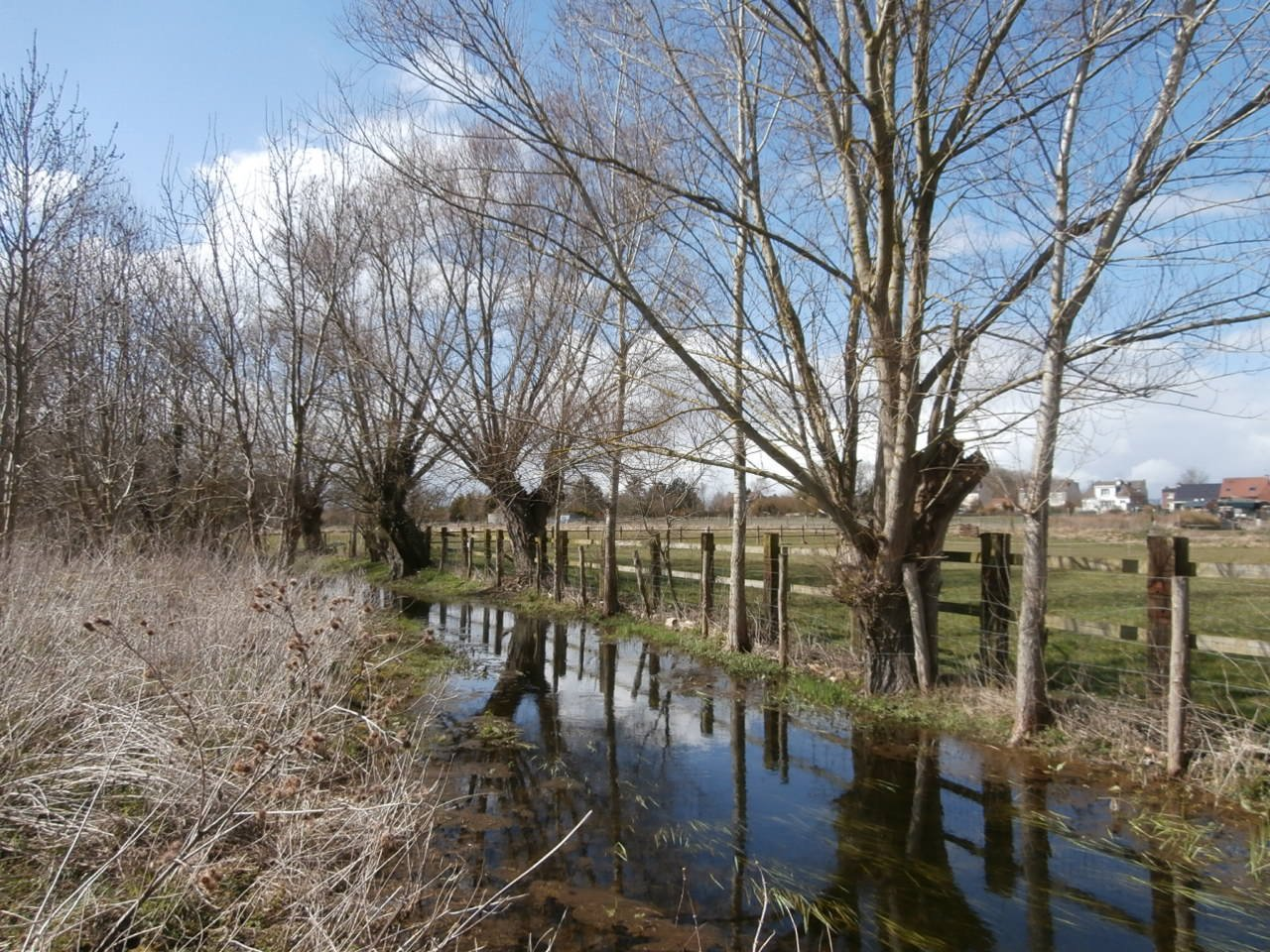
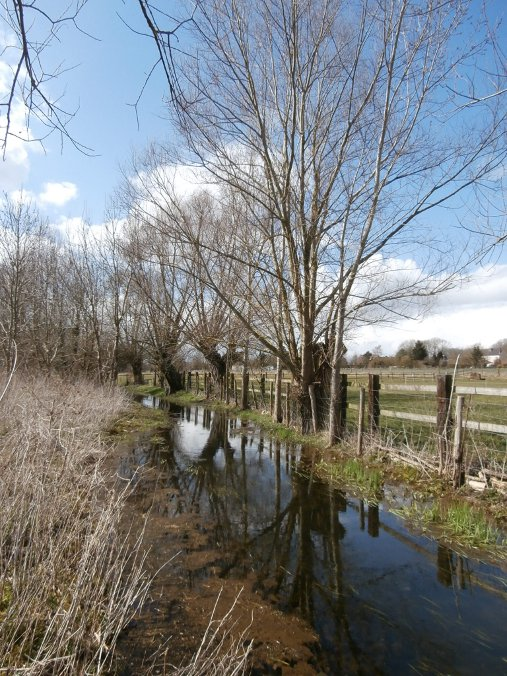
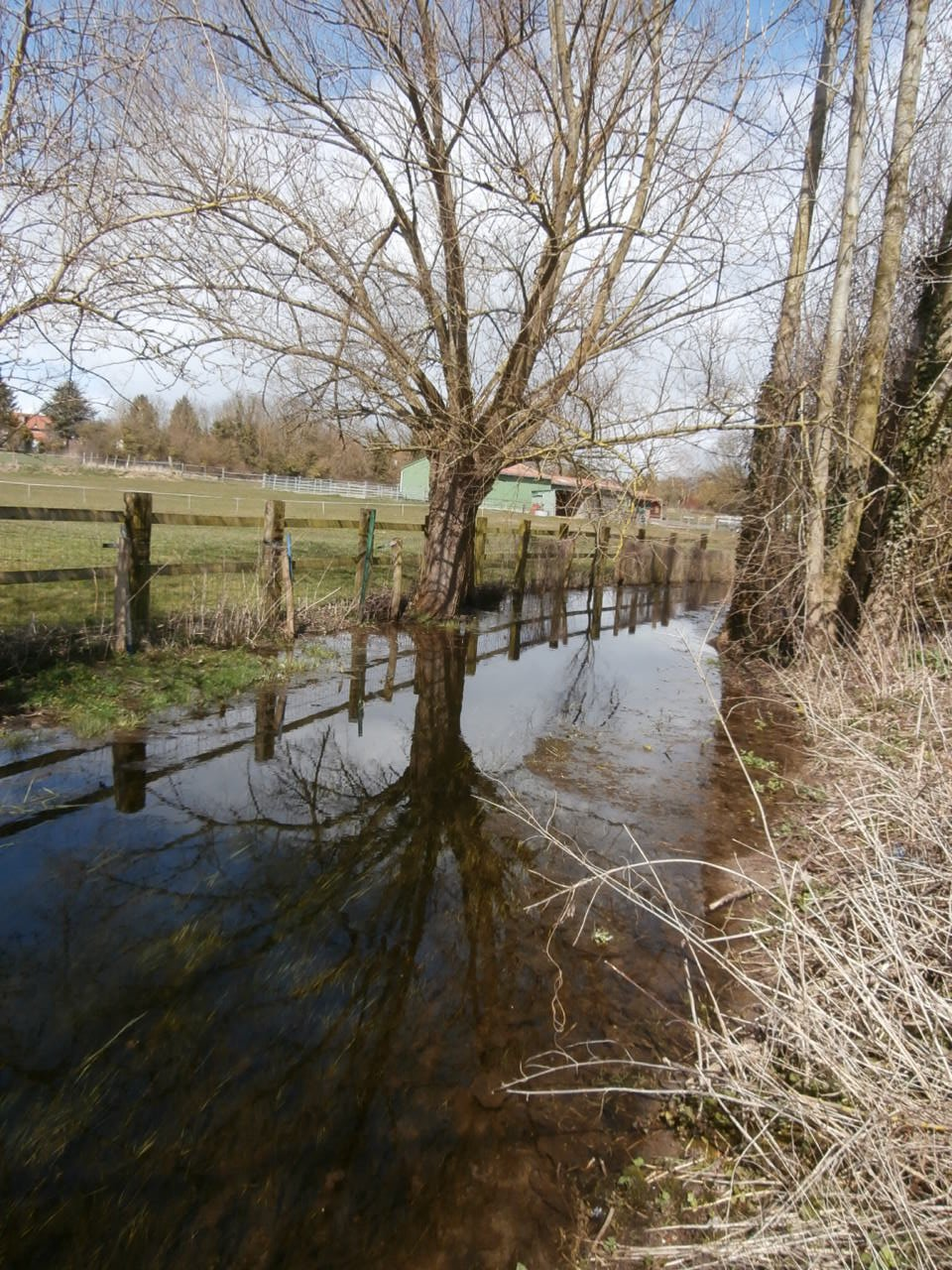